# Prime
Als Prime (seltener: „Prim“, v. lat. prima = „die Erste“) bezeichnet man in der Musik die erste Tonstufe einer Tonleiter und als Intervall den Zusammenklang oder die Wiederholung von zwei Tönen hergeleitet von demselben Stammton. Bei gleichzeitigem Erklingen spricht man von „Einklang“, bei aufeinanderfolgendem Erklingen von „Tonwiederholung“ oder „Repetition“.
Neben der Intervallbezeichnung wird der Begriff Prime oder Prim auch synonym für den Begriff „Grundton“, in Bezug auf den Ausgangston eines Akkordes verwendet.

## Die Prime als Intervall
Die Prime zählt wie ihr Komplementärintervall, die Oktave, zu den „reinen“ Intervallen. Die reine Prime ist das Intervall zwischen zwei in der Tonhöhe identischen Tönen. Die Prime entspricht deshalb 0 Cent. Als Simultanintervall wird sie im Kontrapunkt und in der Harmonielehre wie die Oktave behandelt.
Zwei enharmonisch verwechselbare Töne (z. B. Cis–Des) werden aufgrund ihrer unterschiedlichen Stammtonableitungen (hier: C und D) als verminderte Sekunde bezeichnet, obwohl sie akustisch, je nach Instrument und/oder verwendeter Stimmung, fast oder völlig identisch sind. 

### Alterierte Primen
Chromatisch alterierte Halbtonschritte wie z. B. C–Cis (aufwärts) bzw. Cis–C (abwärts) bezeichnet man als übermäßige Prime bzw. im Fall der Abwärtsführung gelegentlich auch als verminderte Prime. Während einige Autoren die Bezeichnung „verminderte Prime“ gelegentlich im Rahmen des Drill Work, also zum Üben der Bestimmung alterierter Intervalle anhand ihres Notenbilds zulassen, wird ihre Existenz von anderen Autoren kategorisch bestritten:

“There is no such thing as a diminished unison.”

„Es gibt keinen verminderten Einklang.“

Intervallbezeichnungen beschreiben nur die Intervallgröße, nicht aber die Intervallrichtung, daher führt die Bezeichnung eines abwärtsführenden chromatischen Halbtonschritts als „vermindert“ zu einem terminologischen Dilemma. Da Intervallgrößen wahlweise vom oberen oder unteren Ton aus ermittelt werden können und es somit keine „negativen“ Intervalle gibt (was die „verminderte Prime“ mit einer Tonhöhendifferenz „kleiner als Null“ jedoch impliziert), ist auch ein Abwärtsschritt wie Cis–C (vom tiefen zum hohen Ton gelesen: C–Cis) eine übermäßige Prime. Da übermäßige Intervalle verminderte Komplementärintervalle ergeben, ergibt die komplementäre Ergänzung der übermäßigen Prime zur reinen Oktave eine verminderte Oktave. Der Versuch hingegen, aus einer angenommenen verminderten Prime das Komplementärintervall der übermäßigen Oktave zu generieren, scheitert daran, dass Komplementärintervalle per Definition die Ergänzung eines Intervalls im Raum der reinen Oktave darstellen. Im Umkehrschluss folgt daraus, dass auch übermäßige Oktaven kein Komplementärintervall ausbilden können. Im Gegensatz zur als vermindert angenommenen Prime ist ihre Existenz allerdings nicht zu leugnen, da ihre Intervallweite größer als Null ist.

## Die Prime als musikalisches Gestaltungsmittel

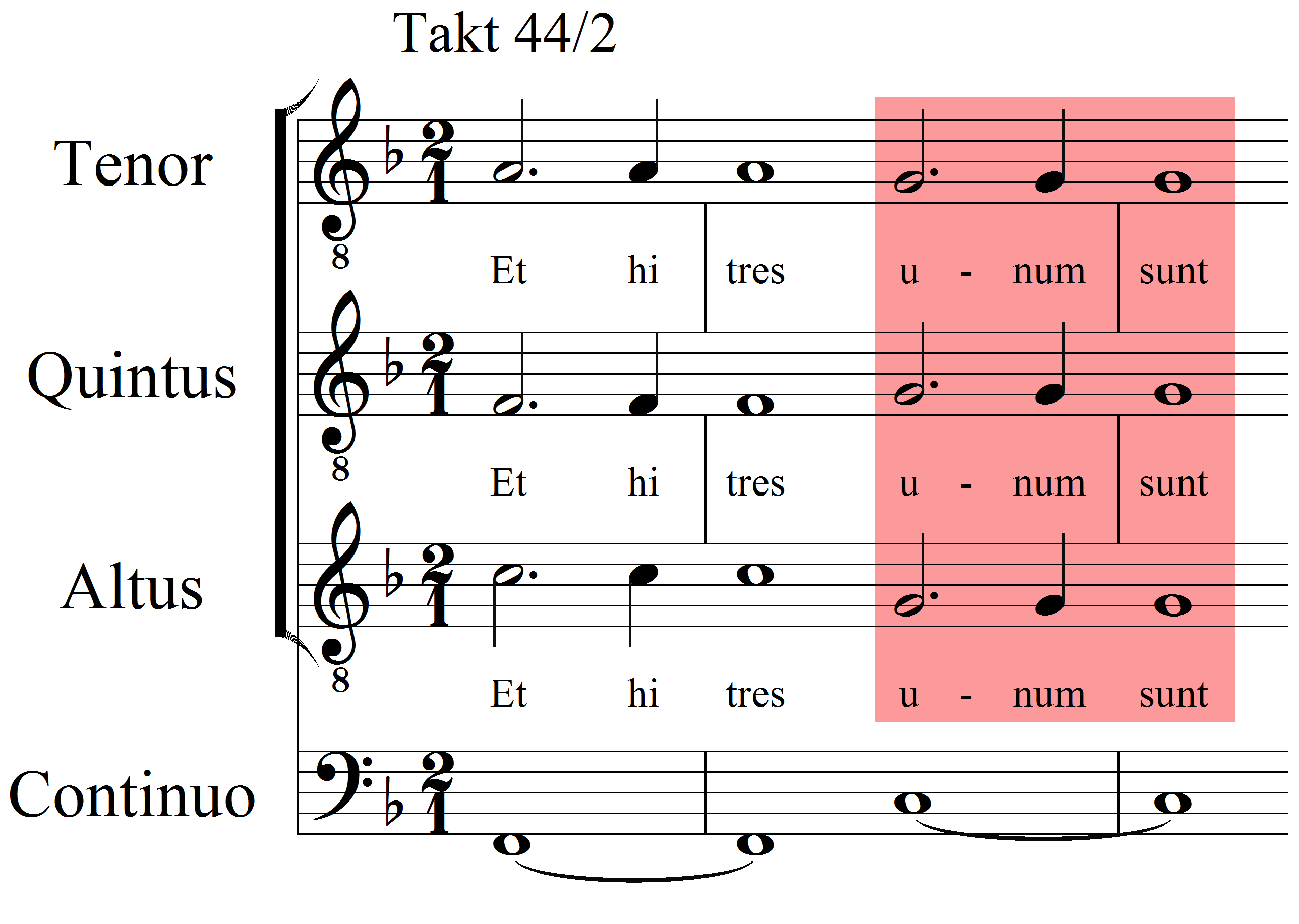
Marienvesper von Claudio Monteverdi mit Oberstimmen im Unisono.

Zur Verwendung der Prime als musikalisches Gestaltungsmittel gibt es zwei Möglichkeiten:
- Wiederholung desselben Tons (Prime als Tonrepetition)
- Gleichzeitiges Erklingen desselben Tons in mehreren Instrumenten oder Instrumentengruppen (Prime als Einklang)

### Melodik
Die Aneinanderreihung mehrerer Primen ergibt Tonrepetitionen. Diese spielen in der Figurenlehre und bei Verzierungen (Bebung) eine Rolle. Sie kommen auch bei besonderen Formen des Orgelpunkts vor. In der Affektenlehre können der Prime zahlreiche Bedeutungen zugeordnet werden: Todes-Motivik, Ruhen in sich, Monotonie. Die frühe liturgische Musik nutzt die Prime als Rezitationston.
Beispiel für die Prime als durchgehendes Prinzip einer Komposition:
- Peter Cornelius (1824–1874): Ein Ton für Singstimme und Klavier. Hier wird der gesamte Text des Liedes auf derselben Tonhöhe über wechselndem harmonischen Hintergrund vorgetragen.

### Harmonik
Das gleichzeitige Erklingen von zwei Tönen im Primabstand wird als Einklang bezeichnet (siehe auch Unisono).
Die Prime kann Ziel- oder Ausgangspunkt von zwei oder mehr Stimmlinien sein und ergibt sich bei Schlussformeln mehrstimmiger Werke zwangsläufig, wenn zwei Stimmen derselben Stimmlage im selben Schlusston enden. Ein besonderer Effekt ergibt sich, wenn alle Stimmen auf demselben Ton ein Stück beenden, also Terz oder Quint im Schlussakkord fehlen. Beispiel:
- Claudio Monteverdi: Marienvesper, VII. Concerto Duo Seraphim.

## Instrumente
- Bei der Orgel können, wie zum Beispiel beim Aequalregister, zahlreiche, in der Prim gestimmten Pfeifen gleichzeitig erklingen.
- Bei zahlreichen Saiteninstrumenten werden zwei oder mehr Saiten als sogenannte Saitenchöre im Einklang gestimmt (Beispiele: Laute, mehrchörige Gitarre, Mandoline, Hackbrett, Cembalo, Klavier).

Bei den Registerinstrumenten (Orgel und Cembalo) lassen sich durch das Hinzunehmen oder Wegnehmen der Register unterschiedliche Klänge erzeugen, da die im Einklang gestimmten Pfeifen oder Saiten sich in der Klangcharakteristik unterscheiden. Bei den übrigen Instrumenten wird der Klang durch leichte Verstimmung der Saiten gegeneinander verändert, da dadurch Schwebungen entstehen, die den Klang gegenüber einer rein gestimmten Prim lebendiger erscheinen lassen.